# アースキン・メイ (書籍)
『アースキン・メイ』（英語: Erskine May）、全名『アースキン・メイ：英国議会法実務』（Erskine May: Parliamentary Practice）、原題『議会の法、特権、手続と慣習に関する論』（A Treatise upon the Law, Privileges, Proceedings and Usage of Parliament）は、イギリスの憲法学者で庶民院書記官のトマス・アースキン・メイ（1815年 – 1886年）による議事規則本。
『アースキン・メイ』は不文憲法であるイギリスの憲法の一部を構成する、イギリスの議会における議事進行手続きと憲法習律に関する著作のうち最も権威のあるもので、反響が最も大きいものである。『アースキン・メイ』の内容は厳格な規則ではなく、議事進行手続きの変遷と慣習の解説となっている。

## 沿革
1844年に初版が出版された後、『アースキン・メイ』は度重なる更新がなされ、トマス・アースキン・メイ自身は存命中に第9版まで出版した。
メイの死から8年後の1894年時点で、日本語、イタリア語、スペイン語、ドイツ語、ハンガリー語、フランス語訳が出版された。日本では1879年（明治12年）に小池靖一による日本語訳『英國議院典例』が律書房より出版されている（翻訳元は1873年に出版された第7版）。
彼の死後も『アースキン・メイ』の更新は続き、2019年5月28日に第25版が出版された。デジタルデモクラシーに関する議長委員会（The Speaker's Commission on Digital Democracy）は2015年に「議事進行手続きの決定版ともいえる『アースキン・メイ』は、次の版が出版される頃にはオンラインで無料閲覧できるようにすべきだろう」との見解を発表し、第25版が出版された後の2019年7月に公開された。オンライン版は公開された後も更新されている。
21世紀の庶民院委員会秘書官ポール・エヴァンス（Paul Evans）らによると、メイの存命中に出版された第9版までは議員の注目するところである議員の権力と特権（powers and privileges）に関する内容が大半だったが、以降は「万人向けのガイドブックから法学の教科書」に移り、特に第14版（1946年）が顕著だったという。

## 影響
1850年代にはすでにイギリス国外でも評価されており、スウェーデンとオスマン帝国の議会がアースキン・メイ本人に接触したほか、『タイムズ』紙は『議会の法、特権、手続と慣習』が本国よりもオーストラリアで有名であると報じた。「アースキン・メイ」の通称は現代でも使用されており、イギリス議会のウェブサイトでも「議事運営手続きの聖書」（the Bible of parliamentary procedure）との呼称で言及している。庶民院議長は裁定においてアースキン・メイを引用することが多く、庶民院での議論でも引用される。
『アースキン・メイ』は特にウェストミンスター・システムを採用する国に大きな影響を与えた。

### アイルランド
ウラクタス（アイルランド国会）のシャナズ・エアラン（上院）とドイル・エアラン（下院）の手続きは『アースキン・メイ』のそれに基づく。

### オーストラリア
オーストラリアでは各州で議会が設立されたとき、『アースキン・メイ』が参考にされた。1901年に連邦議会が設立され、その初期においても『アースキン・メイ』が標準の参考書とされた。これは当時オーストラリア代議院がイギリス庶民院の慣例に大きく依存していたためだった。また1901年に制定された臨時議会規則の第1条では特段の規定がない場合、1901年時点のイギリス庶民院の手続きと慣習を準用すると定められた。この「臨時」議会規則は50年間も適用され、1950年になってようやく恒常の議会規則が制定されたが、このとき第1条は「1901年時点」を除いて維持された。オーストラリア議会独自の慣習が定着するにつれ、イギリス議会を参考にする必要性が薄れ、条項は2004年に削除された。このように、オーストラリアでは『アースキン・メイ』が100年以上の間標準の参考書の地位を維持した。
やがて代議院が自らの手続きや慣習を確立すると、1975年に代議院の議事規則委員会（Standing Orders Committee）がオーストラリア版の『アースキン・メイ』の必要性を感じるようになり、代議院書記官が編集者となって1981年に『代議院慣習』（House of Representatives Practice）の初版が出版された。編集部は最初から「『アースキン・メイ』は代議院の慣習がない場合のみ参考になる」と指示されたものの、初版時点で『アースキン・メイ』が脚注に150回も現れた。以降も改定が重ねられ（2018年に第7版）、オーストラリア代議院にかかわる人々にとって『代議院慣習』は不可欠となった。2004年に前述の議会規則第1条が削除された後、2005年に第5版、2012年に第6版が出版されたが、『アースキン・メイ』の脚注は規則自体を示すより、オーストラリアでの慣例の由来といった歴史的な記述に重点を置いており、その個数は1割減った程度となった。

### カナダ
現カナダ議会の前身であるカナダ州議会は1840年に設立されており、その慣習は『アースキン・メイ』初版の1844年より前に成立したと言える。カナダ州議会の議会規則は前身の1つであるローワー・カナダ議会の影響を受けており、ローワー・カナダ議会は1792年12月22日にイギリス議会と似たような規則を採用した。1794年には規定がない場合はイギリス庶民院の規定を準用するとし、カナダ州議会の議会規則（1841年制定時点）第34条、現カナダ議会の議会規則（1867年制定時点）第116条にも同様の規定があった。このようにイギリス庶民院の慣習を参考する必要があったため、『アースキン・メイ』は出版とともにカナダで大きな影響力を有するようになった。
カナダ議会において独自の慣例が定着するにつれ、『アースキン・メイ』の役割はカナダ議会で引き続き効力を有する、イギリス庶民院の慣習の歴史背景を理解するための参考書になっていった。カナダの議事規則本については庶民院書記官ジョン・ジョージ・ブリノの『議会手続きと慣習』（Parliamentary Procedure and Practice、1884年初版、1903年、1916年再版）、同じく庶民院書記官アーサー・ブーシェーヌによる『カナダ庶民院の規則と手続き』（Rules and Forms of the House of Commons of Canada、1989年第6版）などがあり、特にブーシェーヌは1958年第4版の序文で『アースキン・メイ』の影響を受けたことを強調した。

#### ニュージーランド
ニュージーランド議会は1854年に設立された。同年に急遽制定された議事規則ではイギリス庶民院の慣習に従うという原則が定められ、冒頭に「特記がない場合は『議会の法、手続と慣習』が参考になる」と明記されたほどだった。同年にはイギリス庶民院も議事規則を出版しているが、その内容は似ておらず、同年に出版されたのは偶然だった。しかし1865年にニュージーランド議会の議事規則が改訂されたとき、メイの著作をほぼコピーしたものになってしまった。
ニュージーランド議会の規則は19世紀中には大きな改革が行われず、フランスのアンドレ・シーグフリード（André Siegfried）は1904年の『ニュージーランドの民主制』（La Démocratie en Nouvelle-Zélande）で「議会開会はウェストミンスターのそれを模倣した、旧態依然の儀式のなかで行われた。伝統の本拠地であるイングランドでなら通用したかもしれないが、植民地においてははっきりいってばかげている」などと酷評した。20世紀以降はニュージーランドでの手続き改革が重要性を増し、イギリスでの先例が参考にされることは少なくなったが、1985年にデイヴィッド・マクギー（David McGee）が『ニュージーランドの議会慣習』（Parliamentary Practice in New Zealand）を出版するまで『アースキン・メイ』はニュージーランドにおける最も重要な議会教科書だった。マクギーによると、執筆にあたり『アースキン・メイ』を「一次資料」として隅から隅まで読み込んだという。

## 書誌情報
- May, Thomas Erskine (1844). A Treatise upon the Law, Privileges, Proceedings and Usage of Parliament (英語) (1st ed.). London: Charles Knight & Co.
- May, Thomas Erskine (1851). A Practical Treatise on the Law, Privileges, Proceedings and Usage of Parliament (英語) (2nd ed.). London: Butterworths.
- May, Thomas Erskine (1855). A Practical Treatise on the Law, Privileges, Proceedings and Usage of Parliament (英語) (3rd ed.). London: Butterworths. OCLC 1097874488.
- May, Thomas Erskine (1859). A Practical Treatise on the Law, Privileges, Proceedings and Usage of Parliament (英語) (4th ed.). London: Butterworths. OCLC 872708442.
- May, Sir Thomas Erskine (1863). A Treatise on the Law, Privileges, Proceedings and Usage of Parliament (英語) (5th ed.). London: Butterworths. OCLC 1081170531.
- May, Sir Thomas Erskine (1868). A Treatise on the Law, Privileges, Proceedings and Usage of Parliament (英語) (6th ed.). London: Butterworths. OCLC 831391290.
- May, Sir Thomas Erskine (1873). A Treatise on the Law, Privileges, Proceedings and Usage of Parliament (英語) (7th ed.). London: Butterworths. OCLC 831386451.
- May, Sir Thomas Erskine (1879). A Treatise on the Law, Privileges, Proceedings and Usage of Parliament (英語) (8th ed.). London: Butterworths. OCLC 831389179.
- May, Sir Thomas Erskine (1883). A Treatise on the Law, Privileges, Proceedings and Usage of Parliament (英語) (9th ed.). London: Butterworths.
- May, Sir Thomas Erskine (1893). Palgrave, Sir Reginald F. D.; Bonham-Carter, Alfred (eds.). A Treatise on the Law, Privileges, Proceedings and Usage of Parliament (英語) (10th ed.). London: Clowes. OCLC 1017384090.
- May, Sir Thomas Erskine (1906). Webster, Thomas Lonsdale; Grey, William Edward (eds.). A Treatise on the Law, Privileges, Proceedings and Usage of Parliament (英語) (11th ed.). London: Clowes and Sons. OCLC 1081110103.
- May, Sir Thomas Erskine (1917). Webster, Thomas Lonsdale (ed.). A Treatise on the Law, Privileges, Proceedings and Usage of Parliament (英語) (12th ed.). London: Butterworth & Co.
- May, Sir Thomas Erskine (1924). Webster, Sir Thomas Lonsdale (ed.). A Treatise on the Law, Privileges, Proceedings and Usage of Parliament (英語) (13th ed.). London: Butterworth & Co. OCLC 831389178.
- May, Sir Thomas Erskine (1946). Campion, Sir Gilbert (ed.). A Treatise on the Law, Privileges, Proceedings and Usage of Parliament (英語) (14th ed.). London: Butterworth & Co.
- May, Sir Thomas Erskine (1950). Campion, Sir Gilbert, Lord Campion (ed.). Sir Thomas Erskine May's Treatise on the Law, Privileges, Proceedings and Usage of Parliament (英語) (15th ed.). London: Butterworth & Co. OCLC 831389177.{{cite book2}}:  CS1メンテナンス: 複数の名前/editor (カテゴリ)
- May, Sir Thomas Erskine (1957). Fellowes, Sir Edward; Cocks, T. G. B. (eds.). Sir Thomas Erskine May's Treatise on the Law, Privileges, Proceedings and Usage of Parliament (英語) (16th ed.). London: Butterworth & Co. OCLC 221405730.
- May, Sir Thomas Erskine (1964). Cocks, Sir Barnett (ed.). Erskine May's Treatise on the Law, Privileges, Proceedings and Usage of Parliament (英語) (17th ed.). London: Butterworth & Co. OCLC 563707227.
- May, Sir Thomas Erskine (1971). Cocks, Sir Barnett (ed.). Erskine May's Treatise on the Law, Privileges, Proceedings and Usage of Parliament (英語) (18th ed.). London: Butterworths. ISBN 0-406-29101-2.
- May, Sir Thomas Erskine (1976). Lidderdale, Sir David (ed.). Erskine May's Treatise on the Law, Privileges, Proceedings and Usage of Parliament (英語) (19th ed.). London: Butterworths. ISBN 0-406-29102-0.
- May, Sir Thomas Erskine (1983). Gordon, Sir Charles (ed.). Erskine May's Treatise on the Law, Privileges, Proceedings and Usage of Parliament (英語) (20th ed.). London: Butterworths. ISBN 0-406-29103-9.
- May, Sir Thomas Erskine (1989). Boulton, Sir Clifford (ed.). Erskine May's Treatise on the Law, Privileges, Proceedings and Usage of Parliament (英語) (21st ed.). London: Butterworths. ISBN 0-406-11471-4.
- May, Sir Thomas Erskine (1997). Limon, Sir Donald; McKay, William (eds.). Erskine May's Treatise on the Law, Privileges, Proceedings and Usage of Parliament (英語) (22nd ed.). London: Butterworths. ISBN 0-406-89587-2.
- May, Sir Thomas Erskine (2004). McKay, Sir William (ed.). Erskine May: Parliamentary Practice (英語) (23rd ed.). London: LexisNexis. ISBN 978-0-406-97094-7.
- May, Sir Thomas Erskine (2011). Jack, Malcolm (ed.). Erskine May: Parliamentary Practice (英語) (24th ed.). London: LexisNexis. ISBN 978-1-4057-5106-3.
- May, Sir Thomas Erskine (May 2019). Natzler, Sir David; Hutton, Mark (eds.). Erskine May: Parliamentary Practice (英語) (25th ed.). London: LexisNexis. ISBN 9781474313360.